# Thorelliola
Thorelliola Strand, 1942 è un genere di ragni appartenente alla famiglia Salticidae.

## Etimologia
Il nome è un omaggio all'aracnologo svedese Thorell (1830-1901)

## Distribuzione

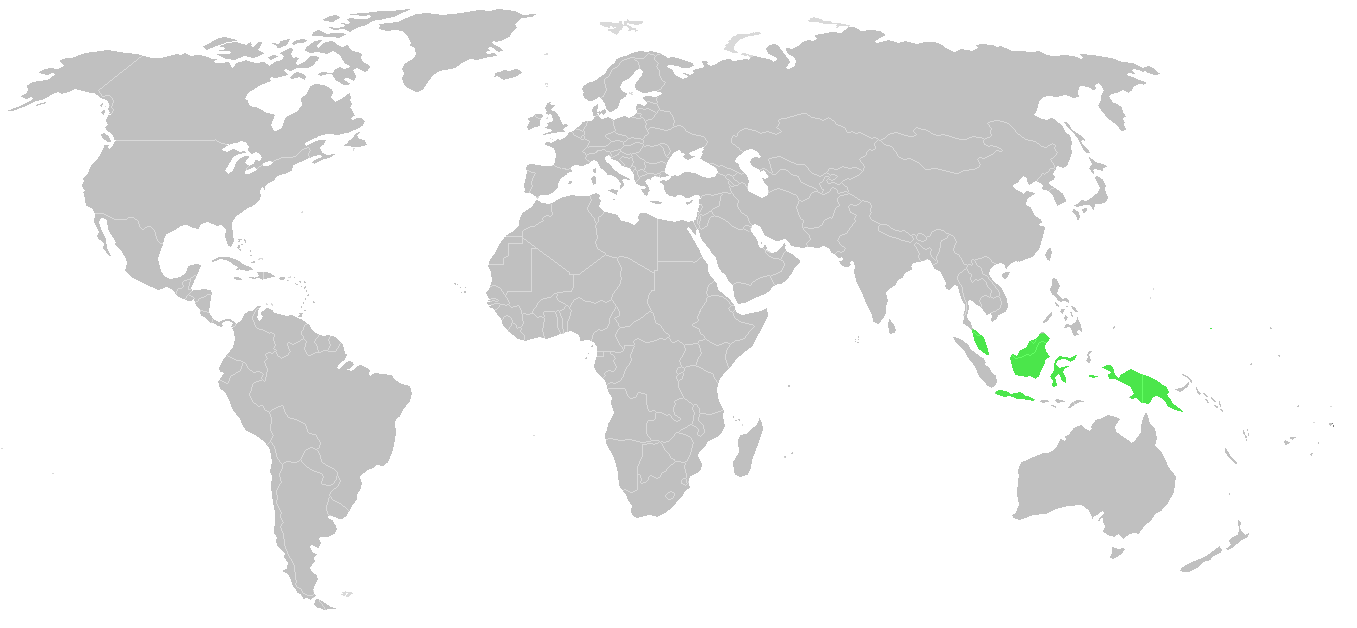
Areale

Le 12 specie oggi note di questo genere sono diffuse prevalentemente in Indonesia; ben 5 sono endemiche della Nuova Guinea.
Tre specie sono state rinvenute in località dell'Oceania: T. dumicola e T. monoceros, endemiche rispettivamente delle isole Caroline e delle isole Marshall; T. ensifera, la specie che ha l'areale più ampio, è stata reperita anche alle Hawaii.

## Tassonomia
A dicembre 2010, si compone di 12 specie:
- Thorelliola biapophysis Gardzinska & Patoleta, 1997 — Ambon (Arcipelago delle Molucche), Isole Banda (Indonesia)
- Thorelliola cyrano Szűts & De Bakker, 2004 — Nuova Guinea
- Thorelliola dissimilis Gardzinska, 2009 — Nuova Guinea
- Thorelliola doryphora (Thorell, 1881) — Nuova Guinea
- Thorelliola dumicola Berry, Beatty & Prószynski, 1997 — Isole Caroline
- Thorelliola ensifera (Thorell, 1877)[2] — dalla Malesia a Celebes, Hawaii
- Thorelliola glabra Gardzinska & Patoleta, 1997 — Isole Banda (Indonesia)
- Thorelliola javaensis Gardzinska & Patoleta, 1997 — Giava
- Thorelliola mahunkai Szűts, 2002 — Nuova Guinea
- Thorelliola monoceros (Karsch, 1881) — Isole Marshall
- Thorelliola pallidula Gardzinska, 2009 — Nuova Guinea
- Thorelliola truncilonga Gardzinska & Patoleta, 1997 — Nuova Guinea

### Specie trasferite
- Thorelliola bitaeniata (Keyserling, 1882); trasferita al genere Lycidas Karsch, 1878 con la denominazione di Lycidas bitaeniatus (Keyserling, 1882) a seguito di uno studio dell'aracnologo Zabka del 1987[1].